# Kim (dokumentarfilm)
 For alternative betydninger, se Kim. (Se også artikler, som begynder med Kim)
Kim er en dansk portrætfilm fra 2009 instrueret af Morten Meldgaard.

## Handling
I sin debut som dokumentarfilminstruktør fortæller Morten Meldgaard historien om frihedskæmperen Kim Malthe-Bruun. Gennem uddrag af Kims breve og dagbøger, de efterladtes erindringer og udvalgte nutidige filmoptagelser fra de steder, som Kim beskriver, skildres en række præcist sansede øjeblikke i en usædvanlig ung mands rejse gennem livet mod en alt for tidlig død. Filmen er en menneskelig fortælling om kærlighed, livsglæde, heltemod, afmagt og sorg, og den giver et indblik i, hvordan et lands historie griber ind i den enkelte slægts, families og menneskes skæbne.